# マウナロア・マカデミアナッツ会社

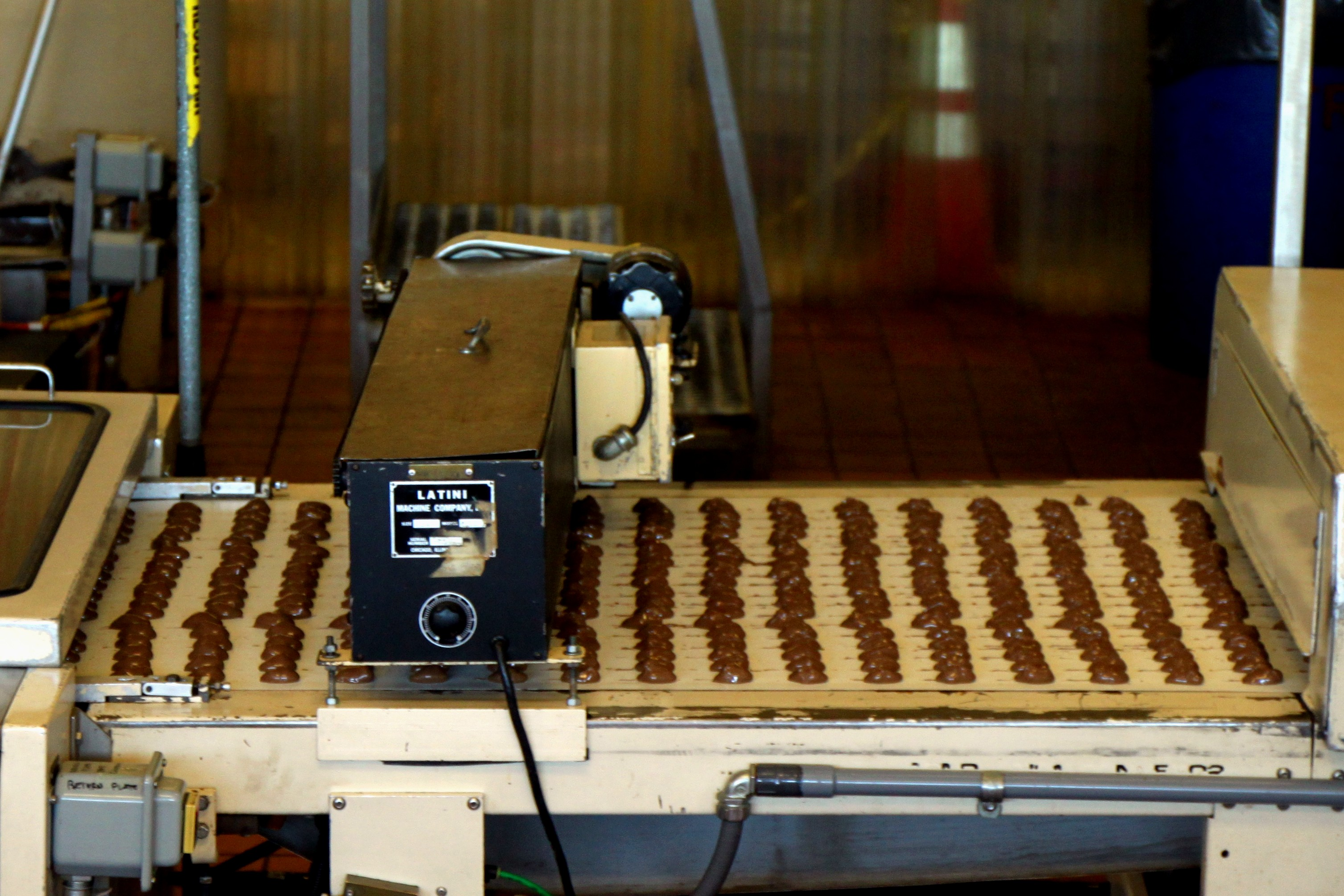
マウナロア・マカデミアナッツ社製のチョコレート付きマカデミアナッツ

マウナロア・マカデミアナッツ会社（マウナロア・マカデミアナッツかいしゃ、英語: Mauna Loa Macadamia Nut Corporation）は、アメリカ合衆国ハワイ州ハワイ島プナ地区にある、マカデミアナッツに関係した企業である。

## 概要
マウナロア・マカデミアナッツ会社は、ハワイ島プナ地区のケアアウにマカデミアナッツ林を持ち、大規模にマカデミアナッツを生産する。また「薄塩味マカデミアナッツ」など各種のナッツ製品も作り、見学者も受け入れている会社の名称はハワイ島のマウナロア山にちなんでいる。
マカデミアナッツは、1946年にハワイのプランテーションで栽培が始まり、1956年に初めてナッツの収穫が行われた。
マウナロア・マカデミアナッツ会社は1974年〜2000年までは当時ハワイ経済を牛耳っていた五大私企業（Big Five）のひとつであるC・ブリュワー社（C. Brewer & Co.）が持っていたが、2004年〜2015年にはハーシー社の子会社となり、現在はハワイアンホスト・グループ（Hawaiian Host Group）に属している。

## 参照項目
- ケアアウの注目地点
- ハワイでのマカデミアナッツ栽培の歴史